# Tachyoryctes
Tachyoryctes é um gênero de roedores da família Spalacidae, encontrado na África.

## Espécies
- Tachyoryctes ankoliae Thomas, 1909
- Tachyoryctes annectens Thomas, 1891
- Tachyoryctes audax Thomas, 1910
- Tachyoryctes daemon Thomas, 1909
- Tachyoryctes ibeanus Thomas, 1900
- Tachyoryctes macrocephalus Rüppell, 1842
- Tachyoryctes naivashae Thomas, 1909
- Tachyoryctes rex Heller, 1910
- Tachyoryctes ruandae Lönnberg e Gyldenstolpe, 1925
- Tachyoryctes ruddi Thomas, 1909
- Tachyoryctes spalacinus Thomas, 1909
- Tachyoryctes splendens (Rüppell, 1835)
- Tachyoryctes storeyi Thomas, 1909
- †Tachyoryctes pliocaenicus Sabatier, 1978